# Parque nacional del Bosque Petrificado
El parque nacional del Bosque Petrificado (en inglés Petrified Forest National Park) es un parque nacional de los Estados Unidos localizado en la parte norte del estado de Arizona, cerca de la carretera interestatal 40. Se encuentra en las comunidades de Holbrook y Navajo. En este parque se encuentra la más grande y colorida concentración de madera petrificada, en su mayoría de Araucarioxylon arizonicum. 
El parque está conformado por dos grandes áreas conectadas por un corredor que va de norte a sur.
El 30 de enero de 2008, el parque nacional fue incluido en la Lista indicativa de Estados Unidos, los bienes que el país remite a la UNESCO al considerarlos candidatos a ser declarados Patrimonio de la Humanidad.

## Clima
Las temperaturas medias durante el día en verano oscilan entre los 32 y 38°C, si bien durante las noches se pueden registrar descensos de hasta 22 °C. Este enfriamiento se debe a la ausencia de nubes. Julio es el mes más cálido, con una temperatura máxima media de 33 °C y una temperatura mínima media de 16 °C. El mes más frío es enero, con una temperatura máxima media de 9 °C y una temperatura mínima media de -6 °C. La temperatura más alta jamás registrada fue de 42 °C (1998) y la más baja fue de -33 °C (1971).
En invierno el viento puede alcanzar una velocidad que ronda los 100 km/h, siendo en verano las brisas más suaves, con una velocidad media de 16 km/h. Aun así, se desatan tormentas de arena y remolinos que pueden alcanzar alturas de varios centenares de metros.
Las precipitaciones son más abundantes desde julio hasta septiembre, lloviendo entre esos meses la mitad de la media anual del parque en forma de tormentas eléctricas. Agosto es normalmente el mes más húmedo. Entre los meses de octubre y abril puede nevar, si bien es raro que la nieve se mantenga. La humedad relativa media es inferior al 50%, alcanzándose a veces valores inferiores al 15%.
| Clima en el parque nacional del Bosque Petrificado | Clima en el parque nacional del Bosque Petrificado | Clima en el parque nacional del Bosque Petrificado | Clima en el parque nacional del Bosque Petrificado | Clima en el parque nacional del Bosque Petrificado | Clima en el parque nacional del Bosque Petrificado | Clima en el parque nacional del Bosque Petrificado | Clima en el parque nacional del Bosque Petrificado | Clima en el parque nacional del Bosque Petrificado | Clima en el parque nacional del Bosque Petrificado | Clima en el parque nacional del Bosque Petrificado | Clima en el parque nacional del Bosque Petrificado | Clima en el parque nacional del Bosque Petrificado |
| Temperatura (°C)                                   | Temperatura (°C)                                   | Temperatura (°C)                                   | Temperatura (°C)                                   | Temperatura (°C)                                   | Temperatura (°C)                                   | Temperatura (°C)                                   | Temperatura (°C)                                   | Temperatura (°C)                                   | Temperatura (°C)                                   | Temperatura (°C)                                   | Temperatura (°C)                                   | Temperatura (°C)                                   |
| Mes                                                | Ene                                                | Feb                                                | Mar                                                | Abr                                                | May                                                | Jun                                                | Jul                                                | Ago                                                | Sep                                                | Oct                                                | Nov                                                | Dic                                                |
| -------------------------------------------------- | -------------------------------------------------- | -------------------------------------------------- | -------------------------------------------------- | -------------------------------------------------- | -------------------------------------------------- | -------------------------------------------------- | -------------------------------------------------- | -------------------------------------------------- | -------------------------------------------------- | -------------------------------------------------- | -------------------------------------------------- | -------------------------------------------------- |
| Mínima promedio                                    | -6.3                                               | -3.9                                               | -1.7                                               | 1.7                                                | 6.1                                                | 11.1                                               | 15.6                                               | 15.0                                               | 11.1                                               | 4.4                                                | -2.2                                               | -6.1                                               |
| Máxima Promedio                                    | 8.9                                                | 12.8                                               | 16.7                                               | 21.1                                               | 26.1                                               | 32.2                                               | 33.3                                               | 32.2                                               | 28.9                                               | 22.2                                               | 15.0                                               | 9.4                                                |
| Precipitación                                      |                                                    |                                                    |                                                    |                                                    |                                                    |                                                    |                                                    |                                                    |                                                    |                                                    |                                                    |                                                    |
| Mes                                                | Ene                                                | Feb                                                | Mar                                                | Abr                                                | May                                                | Jun                                                | Jul                                                | Ago                                                | Sep                                                | Oct                                                | Nov                                                | Dic                                                |
| Total (mm)                                         | 16.7                                               | 17.5                                               | 20.3                                               | 10.2                                               | 13.5                                               | 7.6                                                | 36.8                                               | 41.1                                               | 33.8                                               | 30.5                                               | 20.1                                               | 19.8                                               |
| Datos de The Weather Channel                       | Datos de The Weather Channel                       | Datos de The Weather Channel                       | Datos de The Weather Channel                       | Datos de The Weather Channel                       | Promedios anuales                                  | Promedios anuales                                  | Promedios anuales                                  | Promedios anuales                                  | Promedios anuales                                  | Temperatura                                        | Temperatura                                        | Precipitatión                                      |
| Datos de The Weather Channel                       | Datos de The Weather Channel                       | Datos de The Weather Channel                       | Datos de The Weather Channel                       | Datos de The Weather Channel                       | Promedios anuales                                  | Promedios anuales                                  | Promedios anuales                                  | Promedios anuales                                  | Promedios anuales                                  | Min                                                | Max                                                | Lluvia                                             |
| Datos de The Weather Channel                       | Datos de The Weather Channel                       | Datos de The Weather Channel                       | Datos de The Weather Channel                       | Datos de The Weather Channel                       | Promedios anuales                                  | Promedios anuales                                  | Promedios anuales                                  | Promedios anuales                                  | Promedios anuales                                  | °C                                                 | °C                                                 | mm                                                 |
| Datos de The Weather Channel                       | Datos de The Weather Channel                       | Datos de The Weather Channel                       | Datos de The Weather Channel                       | Datos de The Weather Channel                       | Promedios anuales                                  | Promedios anuales                                  | Promedios anuales                                  | Promedios anuales                                  | Promedios anuales                                  | 3.75                                               | 21.57                                              | 267.7                                              |

## Galería de imágenes

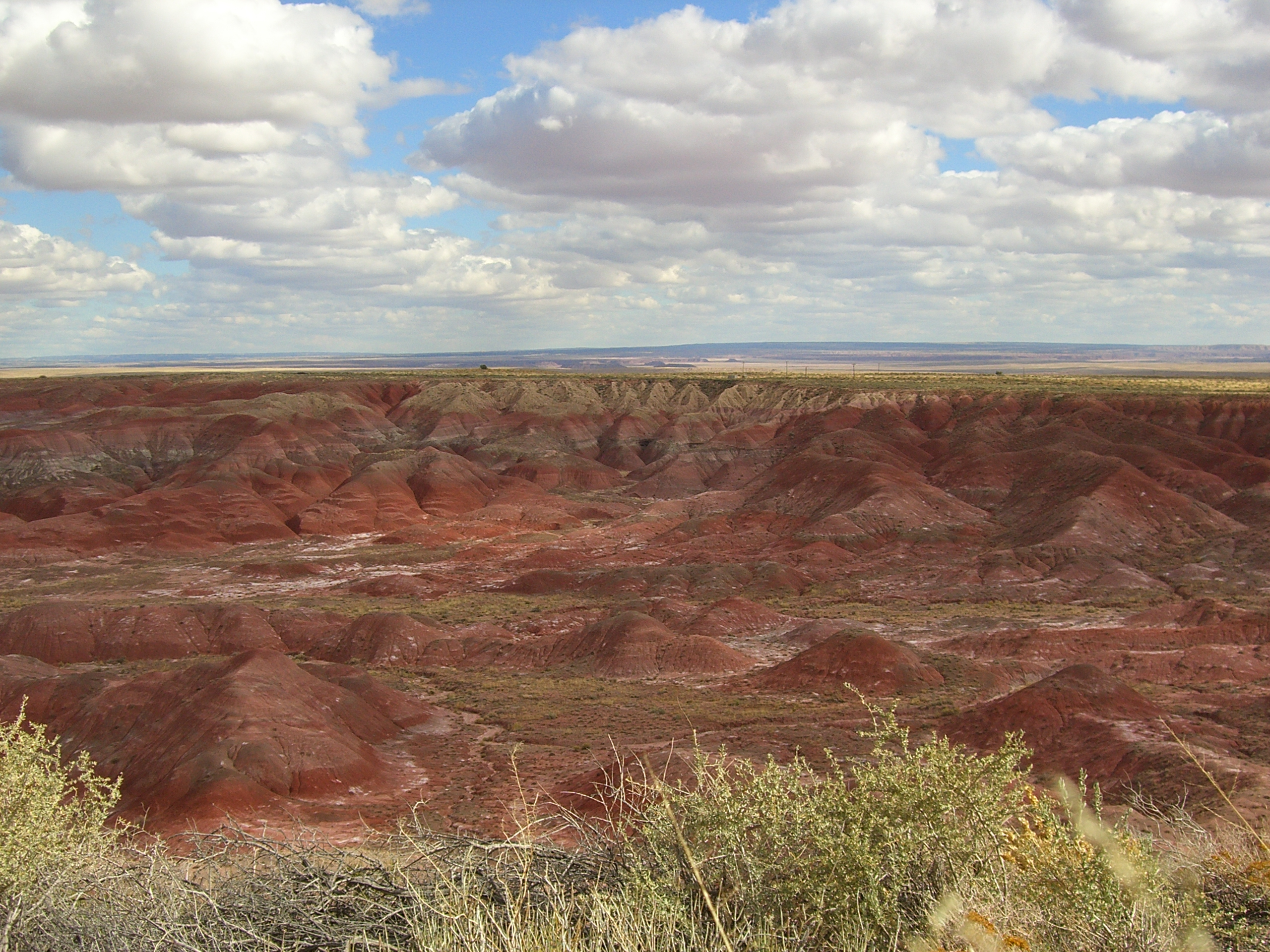
Desierto pintado.
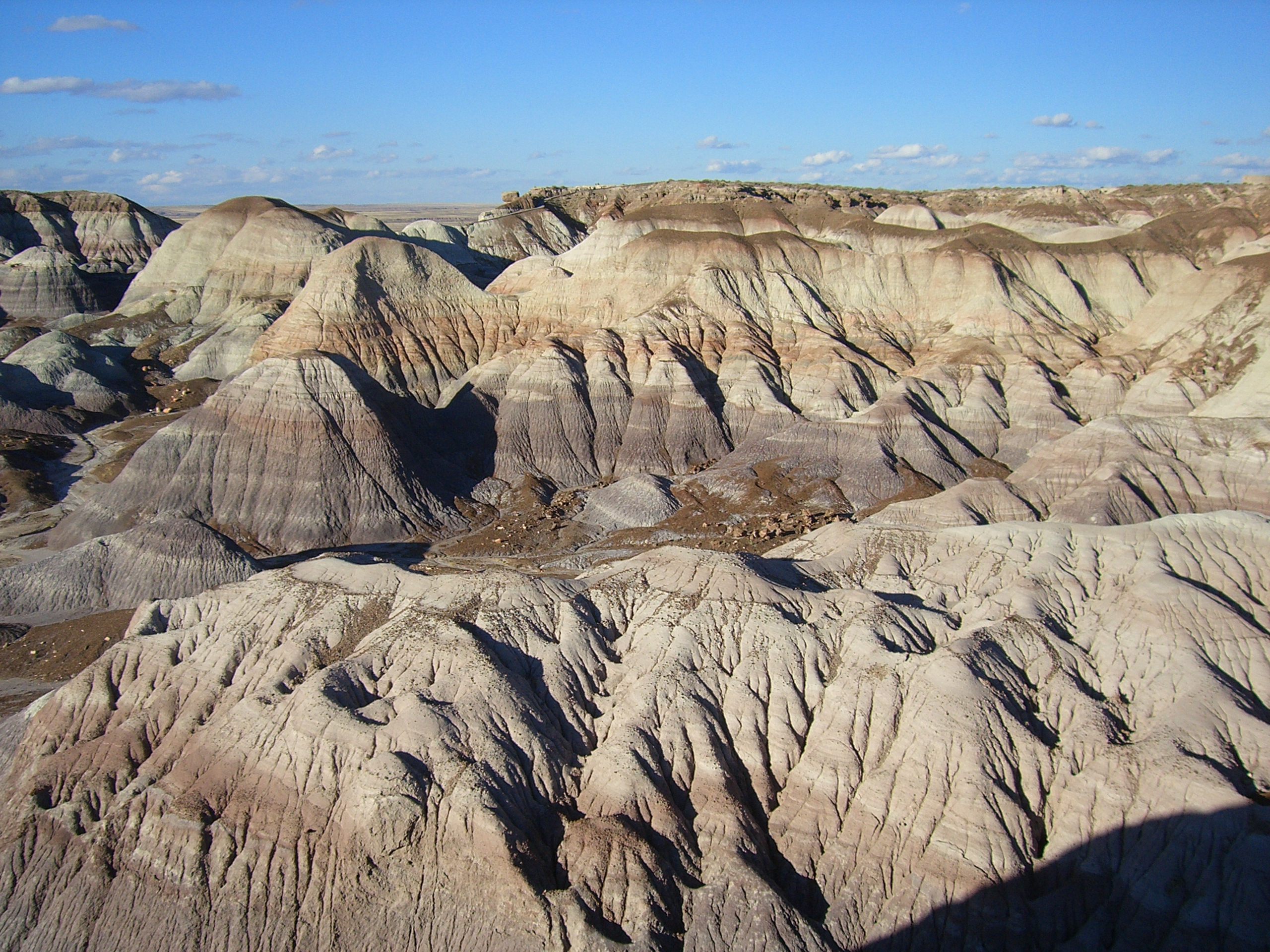
Blue Mesa.
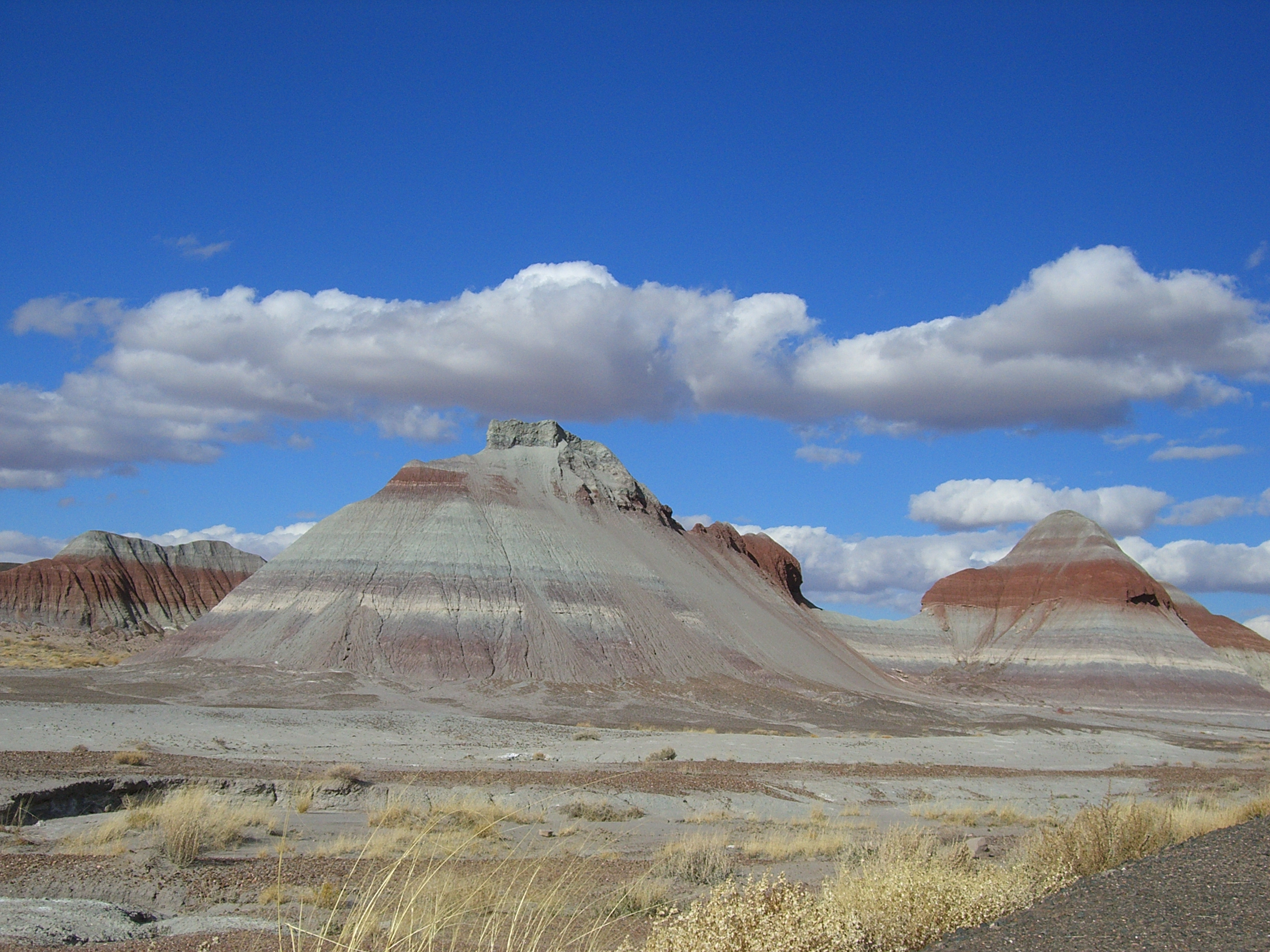
Los tipis.
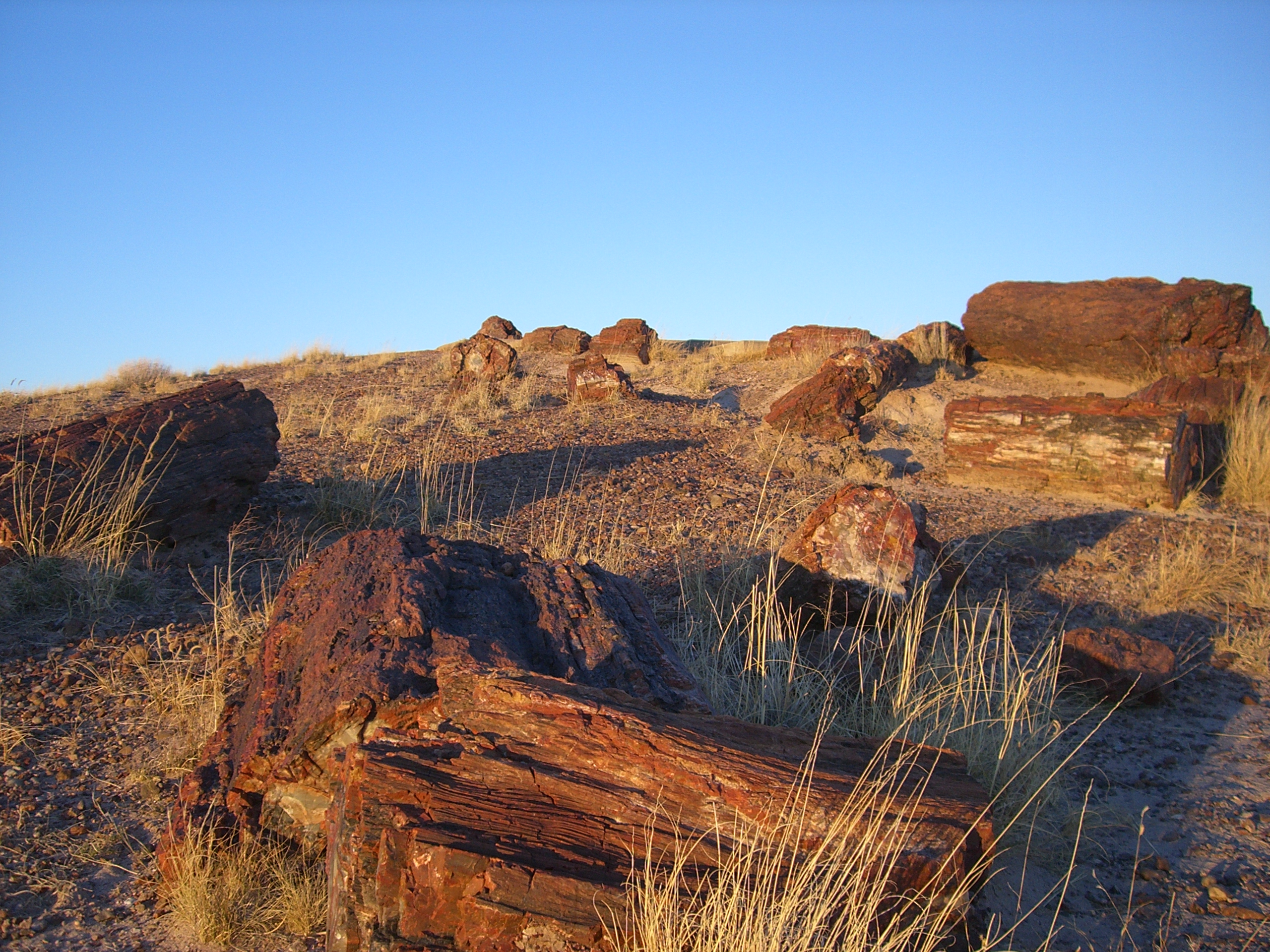
Fósiles petrificados.
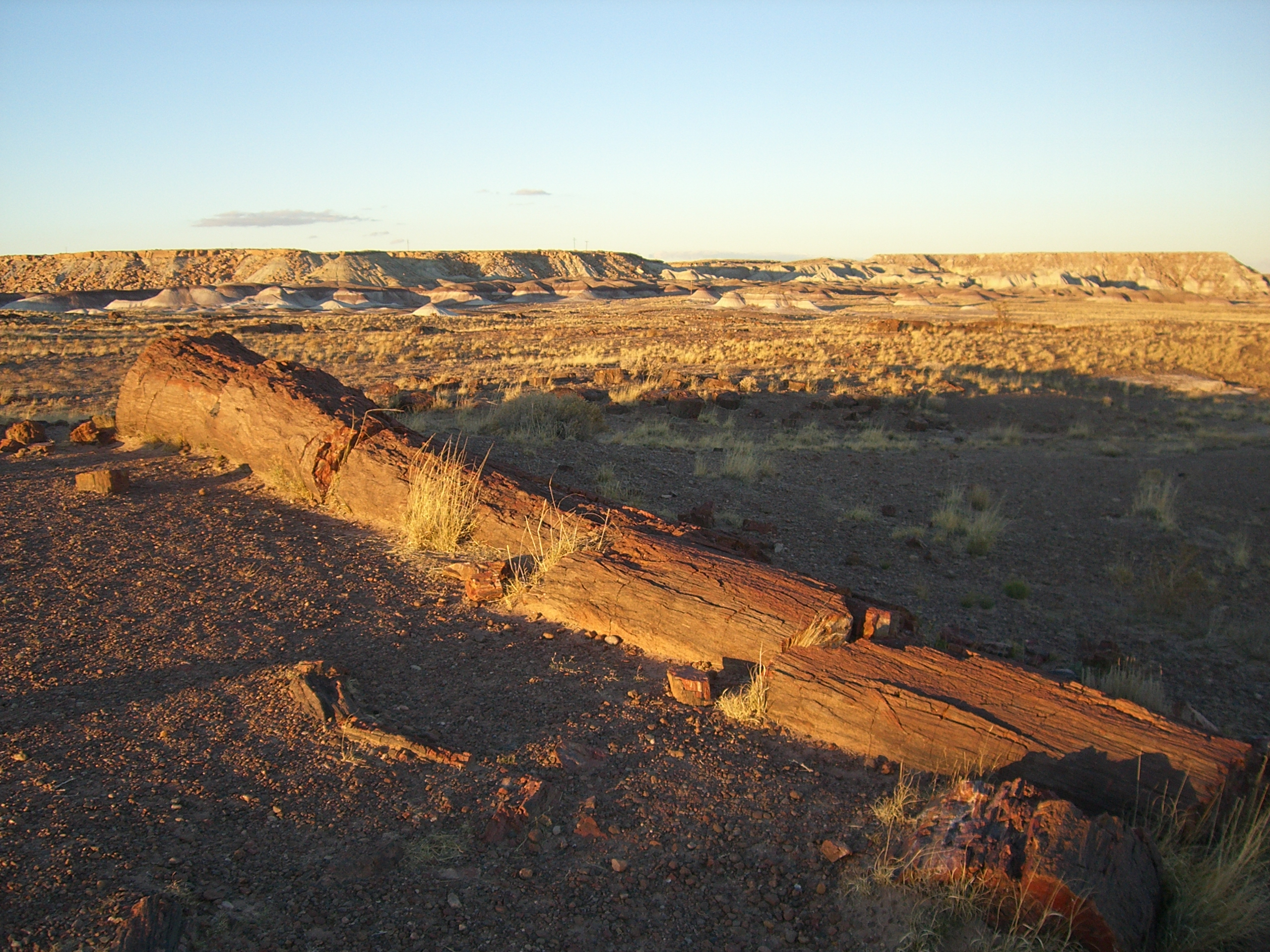
Tronco petrificado.
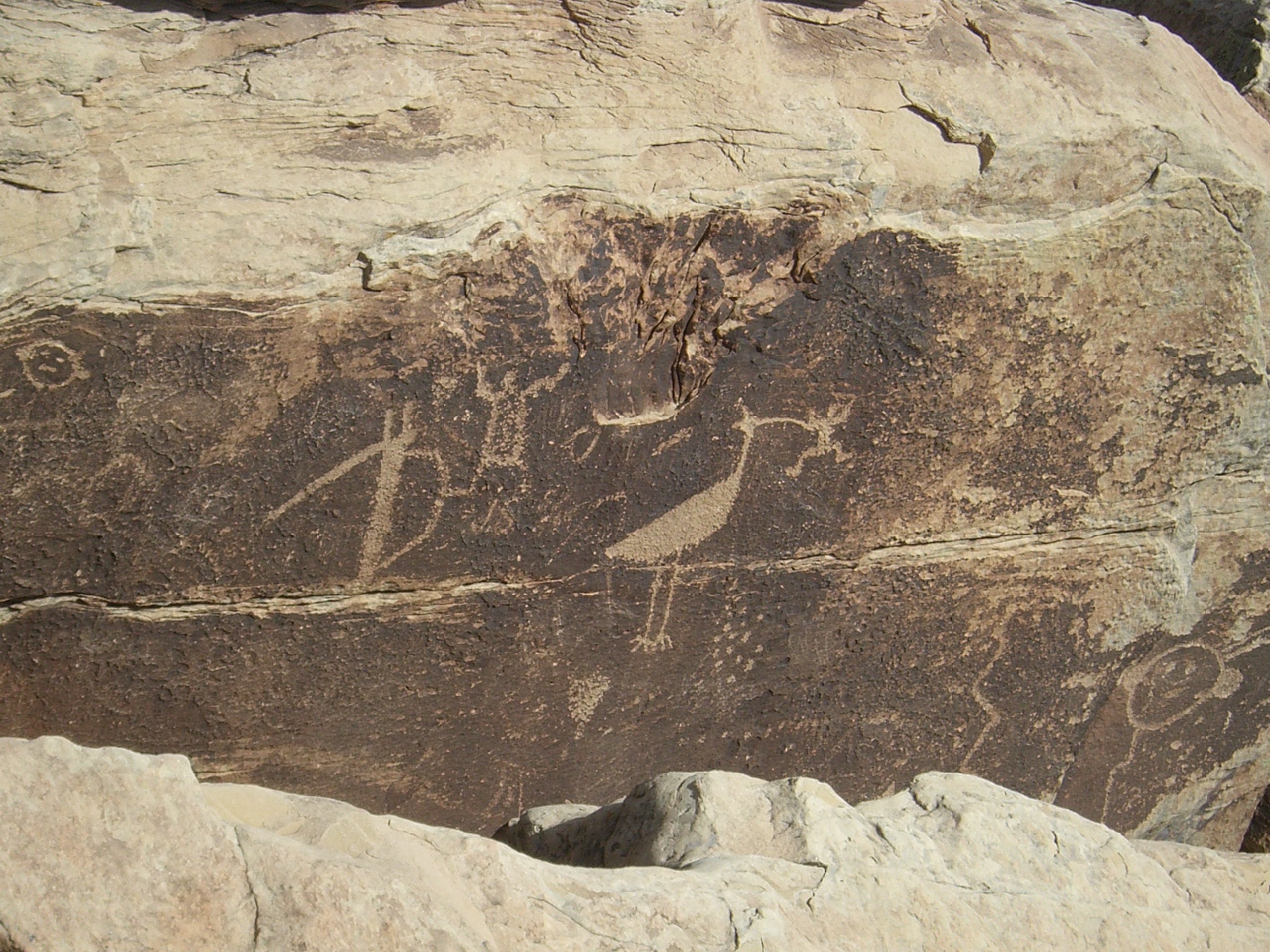
Petroglifos "Galería del Pasado".
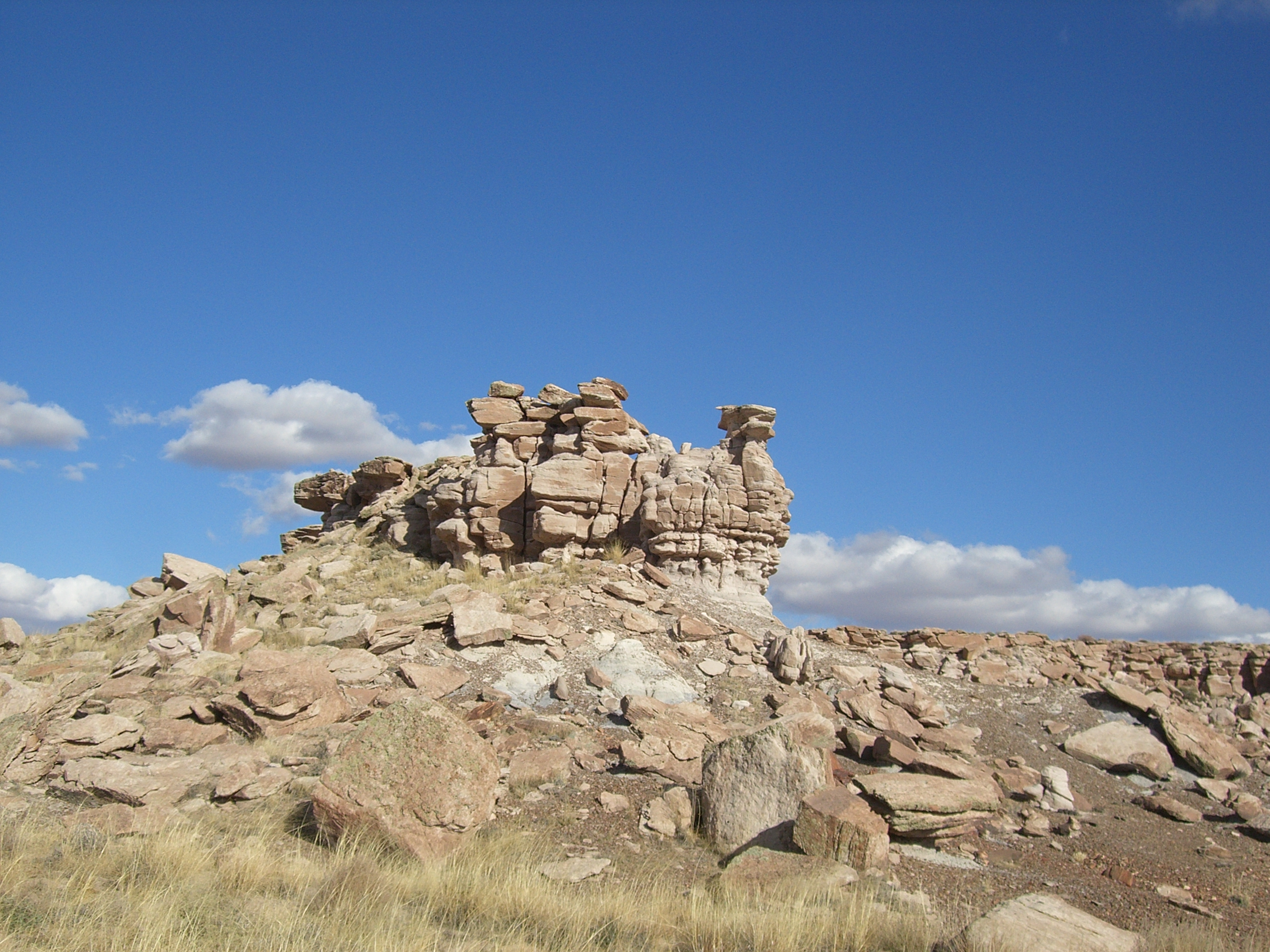
Formación rocosa conocida como "El Camello".
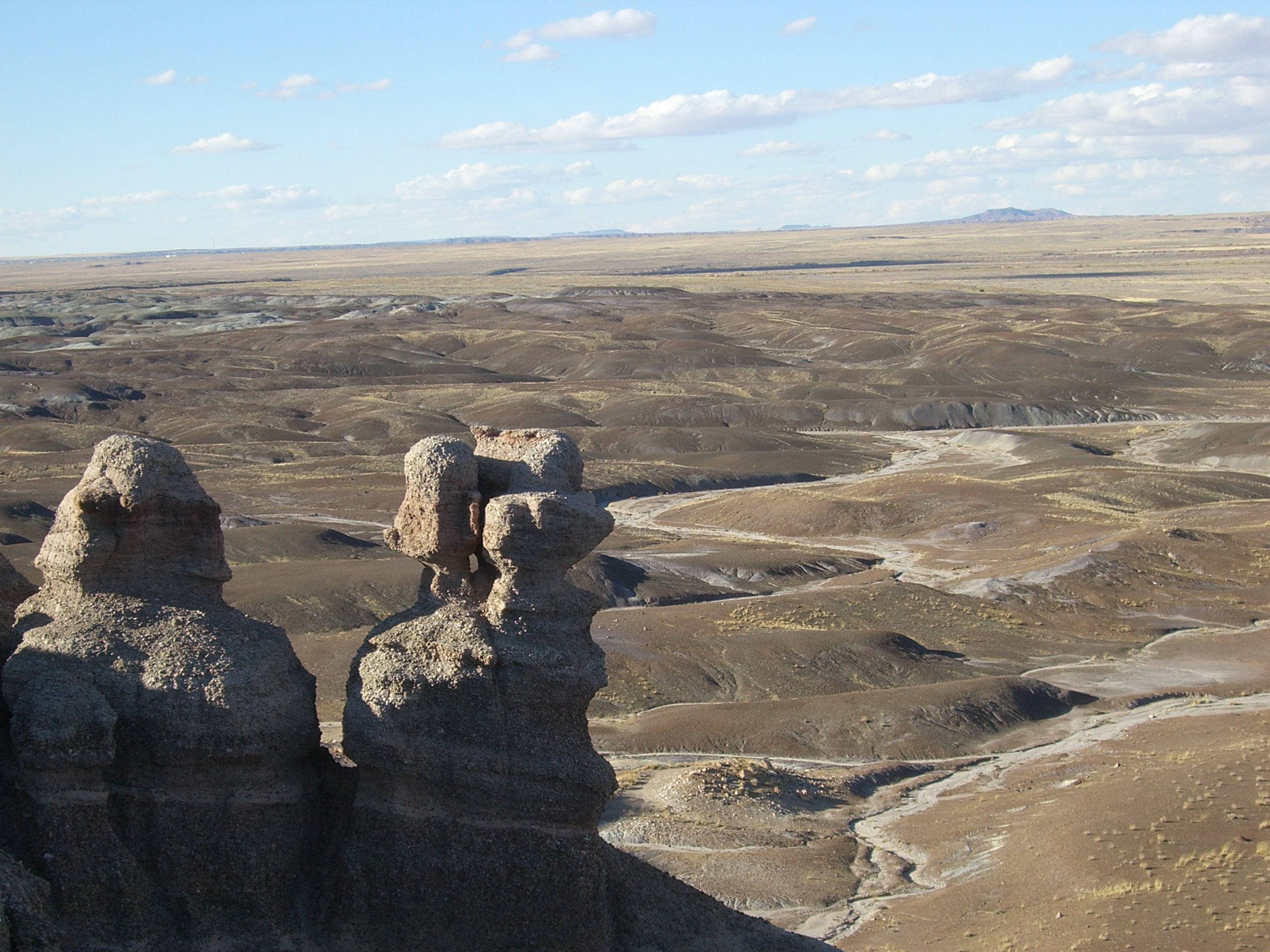
Paisaje en el parque.
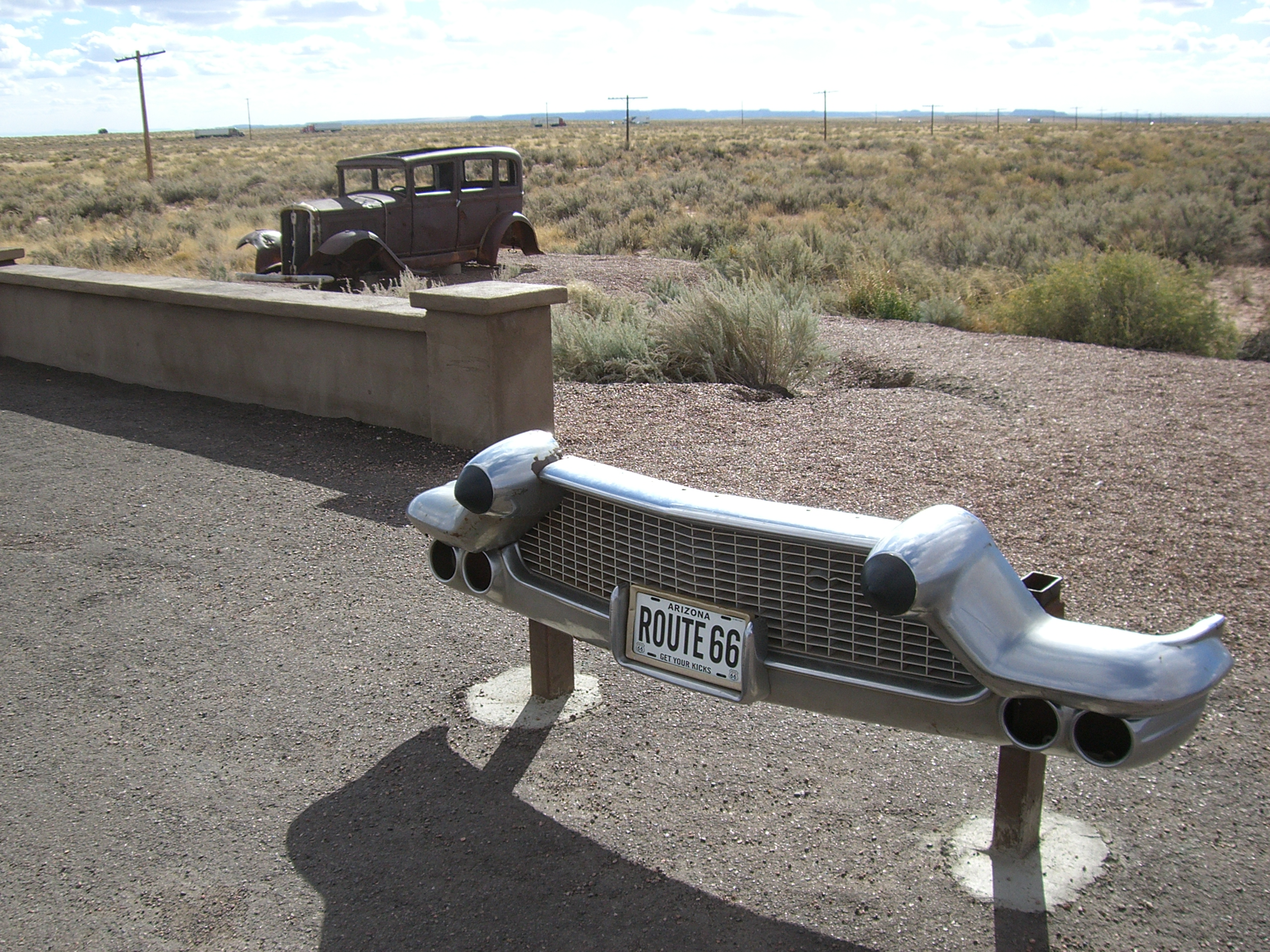
Famosa Ruta 66 a su paso por el parque.